# ヒメハブ
ヒメハブ（姫波布、姫飯匙倩、学名：Ovophis okinavensis）は、クサリヘビ科ヤマハブ属に分類されるヘビ。有毒。

## 分布
日本（奄美群島、沖縄諸島）固有種

## 形態
全長30-80cm。体形は太短く、頸部と尾の先端が細い。体色は褐色で、暗褐色の角張った斑紋が入る。瞳孔の周りにはマムシと同じく黒色の帯が入る。ハブよりもマムシに近い見た目をしており、奄美大島では俗にマムシと呼ばれることもある。

### 毒
本種の毒は非常に弱く、ハブに比べて量も少ないため、咬まれた際の症状も軽い腫れや吐き気、めまいが起こる程度で死亡例も無く、ハブ咬傷のような組織融解による大規模な組織損傷もまず見られない。また動きが非常に鈍いことから、咬傷事故自体がかなり少ない。そのため、実用上必要ではないという見解から、本種の抗毒血清は製造されておらず、分布地の医療機関にも配備されていない。しかし、本種は毒を使って獲物を捕らえている紛れもない毒蛇であるため、噛まれた場合は速やかに医療機関を受診し、不測の事態に備えることが薦められる。

## 生態
森林や水田等に生息する。地表棲。動きは不活発で、落ち葉や倒木の下でじっとしていることが多い。動作が鈍い本種を沖縄では「ニーブヤァー（ねぼけ）」と呼ぶ。水辺を好み、危険を感じると水中に逃げ込むこともある。
食性は動物食で、哺乳類、小型鳥類、トカゲ、カエル、魚類等を食べる。冬季に産卵のために集まったカエルを目当てに川辺に現れることもある。
繁殖形態は卵生で、7-8月に1回に5-16個の卵を産む。卵殻は非常に薄く、産卵時にはすでに内部の胚は十分成長した状態であり、産み付けられた卵はわずか1-3日で孵化する。また、時には孵化した状態で産まれることもあり、限りなく卵胎生に近い卵生である。